# Scorpio (singolo Grandmaster Flash and The Furious Five)
Scorpio è un singolo old school rap di Grandmaster Flash and The Furious Five pubblicato nel 1982 dall'etichetta discografica Sugar Hill Records, e incluso nell'album The Message.

## Descrizione
Il 45 giri (lato B: It's A Shame) salì fino alla posizione numero 30 nella classifica R&B di Billboard negli Stati Uniti, e alla 77ª nella UK Singles Chart britannica. Caratterizzato da una traccia vocale pesantemente trattata per sembrare robotica, il brano è stato definito "la più grande traccia electro dei primi anni" da Mark Richardson nella sua recensione dell'album The Message su Pitchfork. Il titolo della canzone deriva dal nome di uno dei componenti del gruppo, il rapper "Scorpio" (Eddie Morris alias Mr. Ness).

## Tracce
1. Scorpio – 3:03 o 4:50 (dipende dalle versioni)
2. It's A Shame (Mt. Airy Groove) – 4:58

## Formazione
- Produzione – Jigsaw Prod., Sylvia Robinson
- The Furious Five

## Curiosità
Nel 2006 il brano è stato inserito nella colonna sonora del videogioco Need for Speed: Carbon.